# Parodia prestoensis
Parodia prestoensis är en kaktusväxtart som beskrevs av F.H. Brandt. Parodia prestoensis ingår i släktet Parodia och familjen kaktusväxter. Inga underarter finns listade i Catalogue of Life.